# Eleição municipal de Foz do Iguaçu em 1996
A eleição municipal de Foz do Iguaçu em 1996 ocorreu em 3 de outubro de 1996. O então prefeito era Dobrandino Gustavo da Silva do PMDB. O prefeito eleito foi Harry Daijó do PPB.

## Resultado da eleição para prefeito

### Primeiro turno
| Candidatos a prefeito     | Candidatos a vice-prefeito | Número | Coligação                         | Votação | Percentual |
| ------------------------- | -------------------------- | ------ | --------------------------------- | ------- | ---------- |
| Harry Daijó PPB           | Paulo Mac Donald PDT       | 11     | PPB, PDT, PT, PCdoB, PSB, PL, PRN | 35.642  | 35,21%     |
| Sérgio Spada PSDB         | — PSDB                     | 45     | PSDB, PFL, PPS, PTB, PSL          | 33.597  | 33,19%     |
| Carlos Juliano Budel PMDB | — PMDB                     | 15     | PMDB                              | 31.298  | 30,92%     |
| Rudi Pinto Tillvitz PST   | — PST                      | 18     | PST                               | 674     | 0,66%      |